# Tanimulya
Tanimulya is een bestuurslaag in het regentschap Bandung Barat van de provincie West-Java, Indonesië. Tanimulya telt 34.001 inwoners (volkstelling 2010).